# Hypolochma
Hypolochma is een geslacht van vlinders van de familie visstaartjes (Nolidae), uit de onderfamilie Chloephorinae.

## Soorten
- H. sericea Felder, 1861